# Epocilla calcarata
Epocilla calcarata is een spinnensoort in de taxonomische indeling van de springspinnen (Salticidae).
Het dier behoort tot het geslacht Epocilla. De wetenschappelijke naam van de soort werd voor het eerst geldig gepubliceerd in 1880 door Ferdinand Karsch.